# (7025) 1993 QA
A (7025) 1993 QA egy földközeli kisbolygó. Spacewatch fedezte fel 1993. augusztus 16-án.